# Právní lingvistika
Právní lingvistika označuje různorodou skupinu interdisciplinárních oborů na pomezí práva, lingvistiky a translatologie. Zkoumá vztah mezi jazykem a právem. Zabývá se analýzou právního jazyka, komunikace v právních kontextech, překladem právních textů či výkladem právních norem z lingvistického hlediska. Využívá metod a poznatků jak z lingvistiky, tak z právní vědy a právní komparatistiky.  

## Předmět a oblasti zkoumání
Právní lingvistiku lze také dělit dle účelu využití konkrétních právnělingvistických přístupů. Zároveň je ale třeba mít na paměti, že některé oblasti se mohou překrývat.
- Právní překladatelství – Tato disciplína zkoumá specifika překladů právních textů, otázky věrnosti překladu, kulturních rozdílů a právních systémů.  Zaměřuje na překlad právních textů mezi různými jazyky a právními systémy, přičemž klade důraz na zachování právního účinku překladu. Tato disciplína také studuje výzvy při překladu právních pojmů, které nemusí mít přesný ekvivalent v jiných právních tradicích.[1]
- Forenzní lingvistika – Zabývá se využitím lingvistických nástrojů pro potřeby soudu, orgánů činných v trestním řízení, či obecně pro potřeby dokazování v právu. Jde o aplikaci lingvistických metod při vyšetřování trestné činnosti, např. pro analýzu autorství textu, rozpoznání plagiátorství či obecně analýzu jazykových důkazů.[2]
- Komparativní právní lingvistika – Jde o takový právně-lingvistický výzkum, který srovnává vývoj, strukturu, či terminologii dvou a více jazyků. Studie tohoto typu se také, mimo jiné, věnují i vzájemným interakcím právních jazyků (např. jakým způsobem se právní terminologie jednoho jazyka dostává do terminologické výbavy jazyka druhého). Jedná se o disciplínu, která se opírá zejm. o právní komparatistiku.[3] Je nezbytná pro efektivní fungování mezinárodních institucí, zejména ve vícejazyčném prostředí, a pomáhá tak nejen při tvorbě právních textů a jejich překladů, ale i při vzniku výkladových slovníků.[4]

## Historie a vývoj
Kořeny právní lingvistiky lze nalézt již ve starověkých právních systémech, kde byla přesná formulace zákonů klíčová. Jako samostatný vědní obor se však začala formovat až ve 20. století, zejména ve Spojených státech a západní Evropě. Někteří autoři, např. Harold J. Berman, upozorňovali na skutečnost, že pečlivé vyjednávání, překlad a formální jazyková struktura právních textů může přispět k míru a pochopení mezi komunitami – jak lokálně, tak mezinárodně. Významný rozvoj proto zaznamenala tato disciplína v souvislosti s rostoucím zájmem o srozumitelnost právních dokumentů a s potřebou odborného právního překladu v rámci mezinárodní a evropské integrace. Ve Spojených státech se pak téma začalo více objevovat v 80. letech, zejména na základě práce lingvistky Judith Levi, která začala kompilovat bibliografii článků a publikací věnovaných vztahu práva a jazyka. Dalším významným představitelem byl Peter Tiersma, který se zajímal o vysvětlování jazykových jevů, které byly základem mnoha právních doktrín, čímž se jeho raná díla možná více přibližovala rodící se oblasti evropské právní lingvistiky - jeho stěžejním dílem v tomto období bylo vysvětlení jevů v smluvním právu pomocí teorie řečových aktů, publikoval však také řadu klíčových přehledových publikací v oblasti právní lingvistiky obecně.
V evropském kontextu sehrála klíčovou roli zejména Evropská unie. Otázky terminologické harmonizace, právního překladu a výkladu unijních norem se proto stávají předmětem rozsáhlého výzkumu právě v oblasti právní lingvistiky. V rámci Evropské unie a dalších mezinárodních organizací je komparativní právní lingvistika zásadní pro zajištění právní jednotnosti mezi členskými státy s různými právními tradicemi. Právní lingvisté se zde podílejí na harmonizaci právních pojmů a výkladu unijního práva napříč jazyky a právními systémy.
Právní lingvistice se v akademickém kontextu věnuje např. Centrum pro právní a institucionální překlad Transius (Ženevská univerzita), Astonský Institut forenzní lingvistiky, či Mezinárodní asociace pro forenzní a právní lingvistiku. Důležitá je i činnost Mezinárodní asociace pro jazyk a právo.

## Povolání právník-lingvista
Právník-lingvista překládá právní dokumenty a zároveň posuzuje právní srozumitelnost a konzistenci překladů ve vztahu k právnímu systému původního i cílového jazyka. Nejde tedy o klasického překladatele, ale spíše o odborníka, který rozumí právním konceptům, dokáže srovnat právní kultury jednotlivých států a adaptovat terminologii tak, aby byl zachován právní účinek daného dokumentu. Práce právníků-lingvistů je tak typickým příkladem interdisciplinárního propojení práva, jazyka a překladatelské praxe.
Právník-lingvista je specializovaný odborník s kombinovaným vzděláním a praxí v oblasti práva a jazyků. Zabývá překladem, revizí a právní analýzou textů v rámci vícejazyčného právního prostředí. Toto povolání je typické pro instituce Evropské unie, kde je kladen důraz na právní přesnost, terminologickou konzistenci a jazykovou rovnost všech úředních verzí právních aktů. Zároveň se s ním ale můžeme setkat i na centrálních úřadech, kde se zabývá kontrolou právních textů v rámci transpozice či implementace unijních předpisů. Částečně je právní lingvistika využitelná i v soukromé sféře, v oblasti kontroly smluv vyhotovovaných ve vícero jazycích. 
Specifický význam mají právníci-lingvisté zaměstnaní při Soudním dvoru EU. Soudní dvůr EU totiž rozhoduje ve 24 úředních jazycích Evropské unie. Tato mnohojazyčnost je zakotvena v zakládajících smlouvách a představuje zásadní prvek legitimity a přístupnosti unijního práva. Právě v tomto kontextu hrají právníci-lingvisté klíčovou roli: zajišťují terminologickou a právní konzistenci mezi jazykovými verzemi rozhodnutí a právních aktů, kontrola právní a jazykovou kvalitu překladů a spolupracují s dalšími právníky, soudci a tlumočníky v rámci příprav jednání a vyhotovení písemných rozhodnutí. Využíváni jsou ale také pro potřeby Evropské komise, kde právní lingvisté překládají legislativní návrhy.

## Právnělingvistické databáze
Pro potřeby právního překladatelství jsou jak odborné, tak laické veřejnosti dostupné databáze ustálených překladů vybraných termínů. Příkladem takové databáze v oblasti EU terminologie je IATE (Interactive Terminology for Europe). Toto online rozhraní používají orgány a instituce EU od roku 2004, jeho cílem je shromažďování, šíření a správa unijní terminologie. Projekt jako takový byl zahájen v roce 1999 s cílem poskytnout webovou infrastrukturu pro všechny terminologické zdroje EU, a tím zlepšit dostupnost a standardizaci jejich obsahu.
Stejně tak je pro potřeby právního překladu možné využít i rozhraní EUR-Lex, které poskytuje oficiální a komplexní přístup k právním dokumentům EU, je k dispozici ve všech 24 úředních jazycích EU a denně se aktualizuje. EUR-Lex umožňuje zobrazit si paralelně vedle sebe různojazyčná oficiální znění konkrétních právních předpisů a textů.